# Schizoporella thompsoni
Schizoporella thompsoni är en mossdjursart som beskrevs av Arnold Girard Kluge 1962. Schizoporella thompsoni ingår i släktet Schizoporella och familjen Schizoporellidae. Inga underarter finns listade i Catalogue of Life.